# 動く絵文字
動く絵文字（うごくえもじ）は、文字が動きながら表現される文字である。J-PHONE（現：ソフトバンク）は、J-PHONE絵文字（現：SoftBank絵文字）において、動く絵文字を実現化させたのがはじめである。

## 概要
文字は紙などで表現されるため、動く動作をさせることはできない。ただ、コンピュータ上のモニタなどでは、動画の表現が可能である。そこで、J-PHONEは自社の携帯電話で絵文字を動くようにする技術を開発し、携帯電話の上で実装した。
KDDIも同じように動く絵文字を実装した。

## 参考
- サービス●絵文字
- ソフトバンクの絵文字
- 絵文字メール